# Hogna massauana
Hogna massauana Roewer, 1959 è un ragno appartenente alla famiglia Lycosidae.

## Caratteristiche
I cheliceri sono di colore nero; la parte frontale è ricoperta da una peluria grigio biancastra.
L'olotipo femminile rinvenuto ha lunghezza totale è di 15 mm; la lunghezza del cefalotorace è di 6 mm e quella dell'opistosoma è di 9 mm.

## Distribuzione
La specie è stata reperita nell'Eritrea centrale: nei pressi della città di Massaua, porto sul Mar Rosso, all'epoca del rinvenimento degli esemplari era in territorio etiope.

## Tassonomia
Al 2017 non sono note sottospecie e dal 1959 non sono stati esaminati nuovi esemplari.